# Dr. John Thorndyke
Il dr. John Evelyn Thorndyke è un personaggio letterario ideato dallo scrittore di gialli Richard Austin Freeman. Il personaggio era originariamente un dottore in medicina, che poi si dedica all'attività forense laureandosi in legge e diventando professore di medicina legale. Thorndyke è protagonista di 21 romanzi e 40 racconti. Molti critici lo definiscono "il primo investigatore scientifico della letteratura gialla".

## Il personaggio

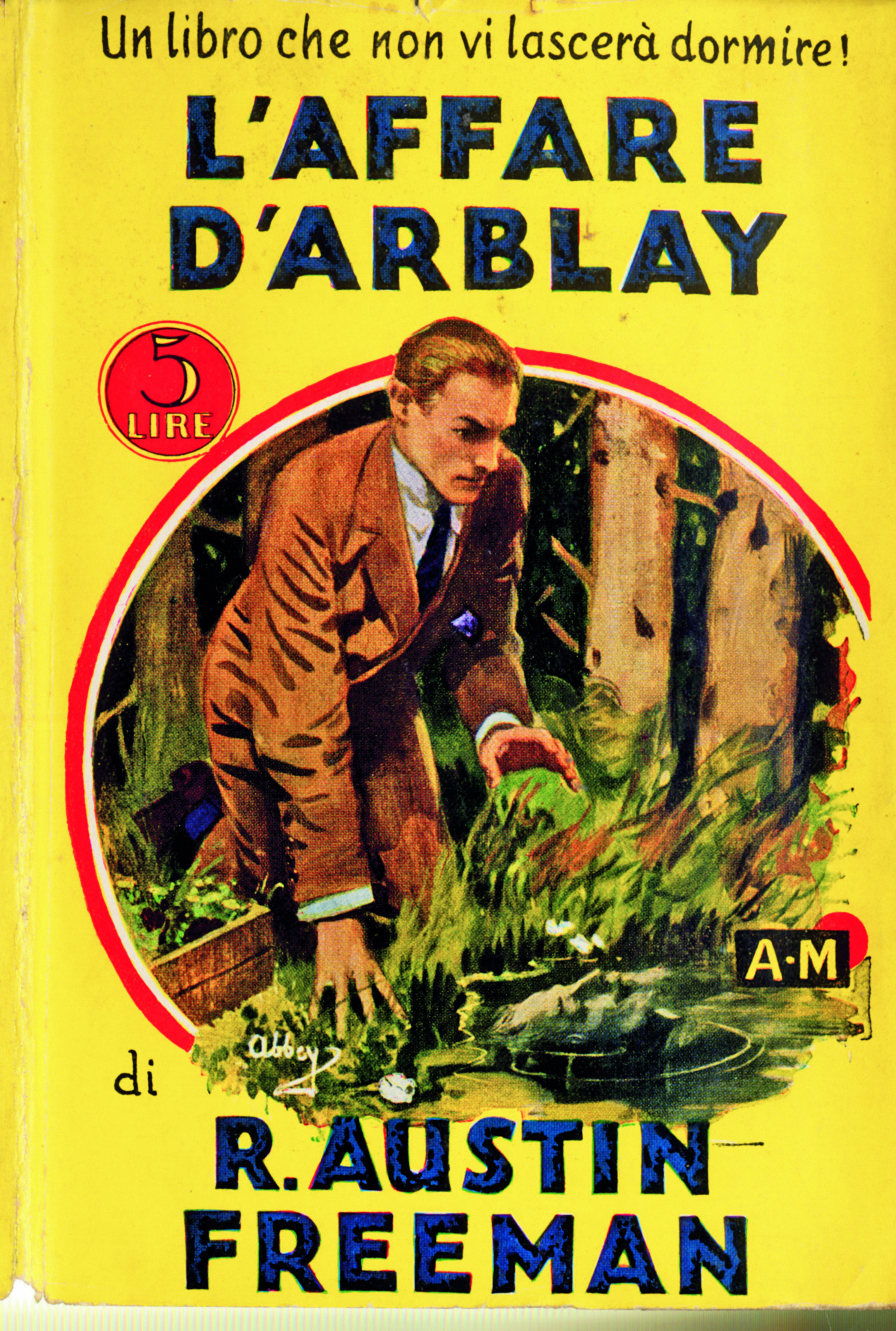
Copertina del romanzo L'affare D'Arblay (The D'Arblay Mystery), I Gialli Mondadori 23, 1931.

All'epoca della sua prima avventura, L'impronta scarlatta, ambientata intorno ai primi del '900, Thorndyke ha circa 35 anni. Come accade a diversi personaggi di fantasia, resta più o meno immutato nel tempo e nei romanzi ambientati alla fine degli anni trenta ha sempre l'aspetto di un uomo sulla quarantina o poco più.
(Richard Austin Freeman, Meet Dr Thorndyke)

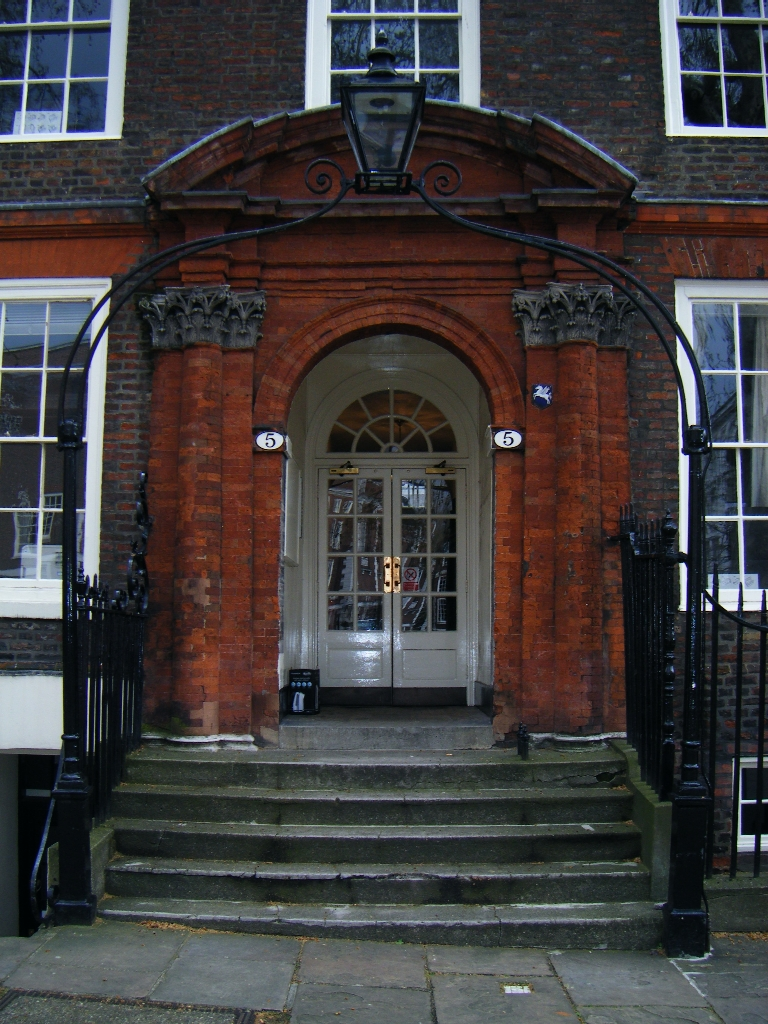
Il numero 5 di King's Bench Walk, Inner Temple, Londra, dove viveva il dottor Thorndyke.

Fisicamente è alto e snello, e di aspetto piacevole:
(Richard Austin Freeman, L'impronta scarlatta)
Malgrado queste attrattive esteriori, nei romanzi Thorndyke resterà sempre scapolo e privo di legami sentimentali.
Thorndyke vive a Londra, in compagnia del suo domestico, in una casa al numero 5A di King's Bench Walk, nella zona di Inner Temple. L'edificio ospita, oltre al suo appartamento, un laboratorio completo attrezzato per indagini chimiche, fotografiche, microscopiche e di altro genere.

### Il metodo
Il metodo di Thorndyke si basa sulla raccolta di ogni elemento fisico utile alle indagini (come polvere, terra, residui di foglie ed erba, ecc.) che viene accuratamente analizzato; partendo da qui, Thorndyke comincia a fare le sue deduzioni, prendendo in considerazione le motivazioni del crimine. Le analisi sono profonde e sistematiche, anticipando i metodi dei moderni laboratori della polizia scientifica, e non trascurano alcun dettaglio o ramo dello scibile. Thorndyke si interessa non solo di materie tipiche del campo di conoscenza di un medico come l'antropologia o la tossicologia, ma anche di biologia, chimica, archeologia, zoologia, botanica e altro ancora.
Le accurate osservazioni dei fatti sono poi da lui incasellate in uno schema mentale che è fortemente induttivo. Rispetto all'uso della logica da parte di altri investigatori come Sherlock Holmes, basato maggiormente sull'abduzione, Thorndyke può essere considerato più vicino al prototipo del positivista:
La sua espressione era del tutto scherzosa, ma io volli prendere sul serio la sua domanda, e risposi: "Per ipotesi intendo una conclusione a cui si arriva senza dati."

"Impossibile!" esclamò con finta severità, "soltanto uno sciocco bell'e buono arriva a una conclusione senza dati!"

"Allora devo rivedere la mia definizione all'istante" ribattei, "diciamo che un'ipotesi è una conclusione tratta da dati insufficienti."

"Così va meglio" disse, "ma forse sarebbe ancor meglio dire che un'ipotesi è una conclusione particolare e definita dedotta da fatti che propriamente ne producono solo una generale e indefinita."»
(Richard Austin Freeman, L'impronta scarlatta)
In base a questi assunti Thorndyke si rifiuta categoricamente di rivelare le sue conclusioni prima di avere le prove a supporto dei suoi ragionamenti e afferma di non sapere con certezza di essere sulla pista buona fino al momento dell'esperimento finale:
(Richard Austin Freeman, L'occhio di Osiride)
Thorndyke esprime probabilmente il punto di vista del suo autore nei suoi frequenti richiami alle virtù artistiche e architettoniche della vecchia Londra, deplorando spesso i cambiamenti apportati dallo scorrere del tempo e dalla crescente speculazione edilizia. Nei suoi romanzi si ritrovano spesso descrizioni di edifici storici, alcuni dei quali in seguito scomparsi: ad esempio in ben due romanzi (L'ombra del lupo e L'inquilino sospetto) vi sono scene ambientate in Clifford's Inn, uno degli Inn of court, demolito nel 1934.

## Comprimari
Alcuni personaggi sono ricorrenti nei romanzi e racconti del ciclo di Thorndyke:
- Dottor Christopher Jervis: appare nel primo romanzo, L'impronta scarlatta. È il narratore in prima persona della maggior parte dei romanzi e dei racconti. È un amico e compagno di studi di Thorndyke che in seguito (nel romanzo Il mistero di New Inn 31) diventerà suo socio nella conduzione dello studio medico-legale. È sposato con Julia Gibson, da lui conosciuta in occasione della prima indagine che ha condiviso con Thorndyke.
- Nathaniel Polton: è il tecnico di laboratorio, assistente e domestico di Thorndyke. È piccolo di statura, dal volto grinzoso e spesso sorridente; Thorndyke dice di lui "Sembra un decano di campagna o un giudice di cancelleria, ed era stato fatto apposta dalla Natura per essere professore di fisica."[6] È un esperto meccanico ed orologiaio, dotato di un talento innato per i lavori tecnici di qualsiasi tipo. Nel romanzo Mr. Polton Explains (1938), apprendiamo che, rimasto disoccupato, stava morendo di fame per strada quando fu ricoverato per inedia e polmonite nell'ospedale dove Thorndyke stava completando il tirocinio post laurea. Il dottore, notando la sua esperienza, gli offrì così il posto di assistente nella pratica medico-legale che stava per aprire all'epoca.
- Ispettore Miller: ispettore di Scotland Yard. È in buoni rapporti con Thorndyke, anche se spesso la sua tendenza a costruire ipotesi anziché attenersi strettamente ai fatti li porta ad essere in disaccordo. Spesso si presenta in casa del dottore per chiedere consiglio su casi complicati che richiedono le particolari doti di Thorndyke.
- Ispettore Badger: ispettore di Scotland Yard. Meno simpatico e disponibile di Miller, accetta a volte malvolentieri l'intromissione di Thorndyke nei suoi casi; ciò nonostante, riconosce il valore del suo aiuto. Viene assassinato nel romanzo Il diabolico terzetto e Thorndyke non risparmierà tempo e sforzi per assicurare l'assassino alla giustizia.
- Brodribb e Marchmont: avvocati. Spesso sottopongono i casi dei loro clienti a Thorndyke perché dia loro l'assistenza scientifica di cui possono necessitare. Legali della vecchia scuola, sono spesso sorpresi dalle innovazioni medico-legali apportate da Thorndyke.
- Robert Anstey: avvocato, coetaneo e collega di Thorndyke, che spesso porta in tribunale i casi da lui elaborati. È vicino di casa di Thorndyke e risiede anche lui in King's Bench Walk, al numero 8A.[7][8]

## Storia editoriale

### Romanzi
- L'impronta scarlatta (The Red Thumb Mark, 1907)
- L'occhio di Osiride (titolo inglese: The Eye of Osiris; titolo americano: The Vanishing Man, 1911)
- Il mistero di New Inn 31 (The Mystery of 31 New Inn, 1912)
- Il testimone muto (A Silent Witness, 1914)
- (inedito in Italia) Helen Vardon's Confession, 1922
- L'occhio di gatto (The Cat's Eye, 1923)
- Il mistero di Angelina Frood (The Mystery of Angelina Frood, 1924)
- L'ombra del lupo (The Shadow of the Wolf, 1925)
- L'affare D'Arblay (The D'Arblay Mystery, 1926)
- Un certo Dr. Thorndyke (A Certain Dr. Thorndyke, 1927)[9]
- Arsenico (As A Thief in the Night, 1928)
- La svista del signor Pottermack (Mr. Pottermack's Oversight, 1930)
- (inedito in Italia) Pontifex, Son and Thorndyke, 1931
- Il diabolico terzetto (titolo inglese: When Rogues Fall Out; titolo americano: Dr. Thorndyke's Discovery, 1932)
- Il mistero della cassa scomparsa (Dr. Thorndyke Intervenes, 1933)
- Per la difesa, il Dr. Thorndyke (For the Defence: Dr. Thorndyke, 1934)
- Il mistero Penrose (The Penrose Mystery, 1936)
- L'inquilino sospetto (titolo inglese: Felo de Se; titolo americano: Death At The Inn, 1937)
- La statuetta di terracotta (The Stoneware Monkey, 1938)
- (inedito in Italia) Mr. Polton Explains, 1940
- Il mistero di Jacob Street (titolo inglese: The Jacob Street Mystery; titolo americano: The Unconscious Witness, 1942)

### Racconti
Quasi tutte le raccolte di racconti sono inedite in Italia; alcuni racconti singoli da diverse antologie sono stati tradotti e pubblicati separatamente.
- John Thorndyke's Cases (titolo inglese, o Dr. Thorndyke's Cases - titolo americano,  1909)
  - Fred è stato rapito (The Stranger's Latckhey)[10]
  - L'antropologo alla riscossa (The Anthropologist at Large)[11]
  - La perla del mandarino (The Mandarin's Pearl)[12]
  - Un messaggio dal fondo del mare (A Message from the Deep Sea)[13]
  - Il cifrario moabita (The Moabite Cipher)[14]
  - Il pugnale d'alluminio (The Aluminium Dagger)[15]
- Il nuovo Sherlock Holmes (titolo inglese: The Singing Bone, titolo americano: The Adventures of Dr Thorndyke, 1912)[16]
  - Il caso Oscar Brodski (The Case of Oscar Brodski)[17]
  - Premeditazione (A Case of Premeditation)[18]
- The Great Portrait Mystery and Other Stories, 1918[19]
  - Il mistero del ritratto (The Missing Mortgagee)[20]
- Dr. Thorndyke's Casebook (titolo inglese, o The Blue Scarab - titolo americano, 1923)
  - Lo scarabeo blu (The Blue Scarab)[21]
- The Puzzle Lock, 1925
  - Il seminatore di pestilenza (A Sower of Pestilence)[22]
- The Magic Casket, 1927

## Film e televisione
La BBC produsse nel 1964  una serie televisiva dal titolo Thorndyke. Il ruolo del dottore era interpretato da Peter Copley. Furono realizzate sette puntate, delle quali solo l'episodio pilota tratto da The Case of Oscar Brodski è sopravvissuto negli archivi.
Nel 1971-73 due storie furono adattate per la serie Poliziotti in cilindro: i rivali di Sherlock Holmes realizzata dalla Thames TV: nella prima stagione Un messaggio dal fondo del mare, con John Neville nel ruolo di Thorndyke, e nella seconda stagione Il cifrario Moabita, con Barrie Ingham.

## Radio
La BBC mandò in onda il 9 giugno 1962 un adattamento del romanzo Il mistero della cassa scomparsa, con il titolo The Corpse in the Case per la serie Saturday Night Theatre. Cyril Luckham interpretava il dottor Thorndyke. Il 14 settembre 1963 fu trasmesso invece La svista del signor Pottermack, tratto dal romanzo omonimo, nel quale Anthony Nicholls ricopriva il ruolo di Thorndyke.
A partre dal 2011 la BBC ha prodotto adattamenti di alcuni racconti per la serie Thorndyke: Forensic Investigator, trasmessi su BBC Radio 4 Extra. La prima serie, composta da 6 episodi, è letta dall'attore irlandese Jim Norton. La seconda serie, di 3 episodi, è letta da William Gaminara.
Nel gennaio 2015 fu realizzato da BBC Radio 4 un adattamento de Il cifrario Moabita per la serie "The Rivals", con Tim McInnerny nel ruolo di Thorndyke.